# Alte Kommandantur
L’Alte Kommandantur (« Ancien Commandement ») est un bâtiment situé dans le cœur historique de la ville de Berlin sur l'avenue Unter den Linden, no 1, à côté du palais du Kronprinz et face au Musée historique allemand. Édifiée au XVIIe siècle, elle était le siège de l'administration militaire berlinoise. Les bombardements pendant la Seconde Guerre mondiale endommagèrent gravement le bâtiment qui fut démoli en 1950. 
Entre 2001 et 2003, la Kommandantur a été reconstruite pour devenir la représentation de la maison d'édition Bertelsmann dans la capitale allemande.

## Histoire

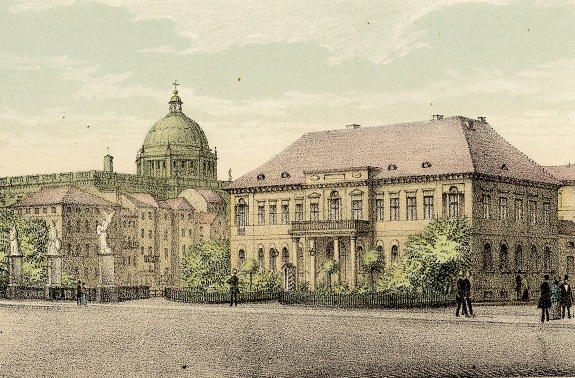
La Kommandantur devant le château de Berlin, vers 1860.

Un premier bâtiment fut édifié à cet endroit dans les années 1653-1654 en style baroque par l'architecte Johann Gregor Memhardt (1607-1678), maître d'œuvre de la forteresse de Berlin construite sous le règne du « Grand Électeur » Frédéric-Guillaume Ier de Brandebourg. C'était la première maison de l'allée Unter den Linden au bailliage de Friedrichswerder où Memhardt s'établit lui-même. 
Ce palais urbain, se délabrant de plus en plus au cours des futures décennies, fut en 1799 converti en quartier-général de l'armée prussienne, afin de loger le commandement (Kommandantur) de la garnison de Berlin. En 1806, pendant l'occupation de la ville par les troupes de Napoléon, il fut la demeure  de Henri Beyle (Stendhal), nommé adjoint aux commissaire des armées. À partir de 1818, le commandement du poste de garde à la Neue Wache lui fit face. 

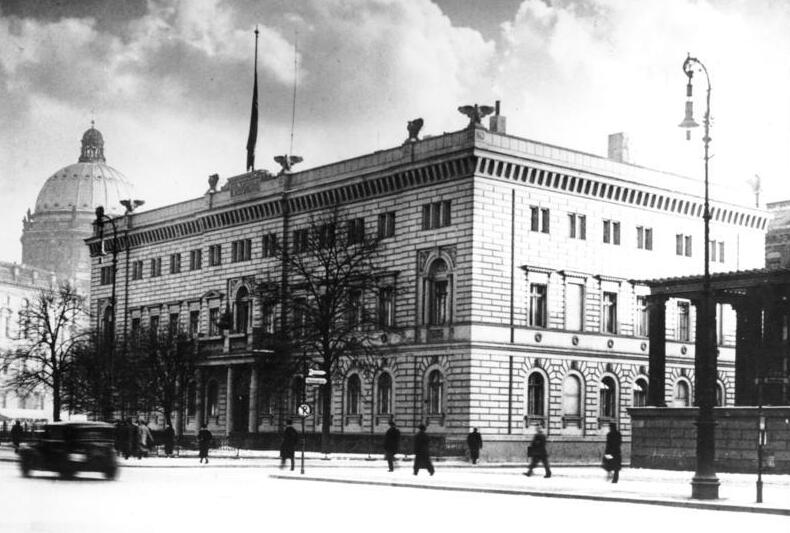
L'Alte Kommandantur en 1937.

Agrandi et remodelé avec un décor néo-Renaissance en 1873-1874, le bâtiment demeura le siège des commandants municipaux jusqu'à la fin de la Seconde Guerre mondiale. Pendant la révolution allemande de 1918-1919, le social-démocrate Otto Wels, nommé commandant le 10 novembre 1918, se trouva pris entre les fronts formés par le Conseil d'ouvriers et de soldats et la révolte spartakiste. Le dernier commandant, général Paul von Hase, a participé au complot du 20 juillet 1944 lorsqu'il ordonne de sceller le quartier du gouvernement. Après l'échec du coup d'État, il fut condamné à mort par le Volksgerichtshof et exécuté le 8 août à la prison de Plötzensee. 
Gravement endommagé durant la guerre, l'édifice fut détruit, afin de laisser la place au ministère des Affaires étrangères de l'ex-RDA. Après la réunification allemande, cet édifice céda à son tour le terrain afin de permettre la reconstruction du quartier historique du Schinkelplatz à partir de 1995. 
Après la réunification allemande, le bâtiment de la Alte Kommandantur sera reconstruit par la société Bertelsmann, groupe spécialisé dans les médias, qui a fait l'acquisition du terrain en 1999. En l'absence de plans d'origine, ceux-ci seront établis à l'aide de la photogrammétrie architecturale d'après des images d'avant-guerre réalisées par Albrecht Meydenbauer et des témoignages. Sa construction s'est finalement achevée en novembre 2003.